# Parafia Świętego Krzyża w Trzebieniu
Parafia Świętego Krzyża w Trzebieniu – parafia rzymskokatolicka w dekanacie Bolesławiec Zachód w diecezji legnickiej.  Jej proboszczem jest ks. Jacek Makówka. Obsługiwana przez księży diecezjalnych. Erygowana w 1972 roku.